# Fernando Lazcano Barros
Fernando Tómas Lazcano Barros (Santiago, Chile, 10 de noviembre de 1988) es un exfutbolista chileno. Su último club fue Club Deportivo Colo Colito de Barrio Norte. Actualmente se desempeña como Gerente Deportivo en Deportes Concepción, cuadro de la Segunda División Profesional de Chile.

## Clubes
| Club                | País    | Año       |
| ------------------- | ------- | --------- |
| Huachipato B        | Chile   | 2007      |
| Huachipato          | Chile   | 2007-2009 |
| Deportes Concepción | Chile   | 2009-2010 |
| Huachipato          | Chile   | 2011      |
| Unión La Calera     | Chile   | 2012      |
| Naval de Talcahuano | Chile   | 2013      |
| Curicó Unido        | Chile   | 2013-2014 |
| Deportes Iquique    | Chile   | 2014-2016 |
| Deportes Temuco     | Chile   | 2016-2017 |
| FC Lusitanos        | Andorra | 2018      |
| Ñublense            | Chile   | 2019      |
| Curicó Unido        | Chile   | 2020-2021 |
| Cobreloa            | Chile   | 2021      |
| Colo Colito         | Chile   | 2021-Act. |